# Victoria Spence
Victoria Spence (n. 30 de abril de 1984) es una actriz neozelandesa.
A la edad de catorce años, comenzó su interpretación como Salene en la serie La Tribu. Su papel más importante hasta la fecha. También ha aparecido en "Atlantis High", "A Twist In The Tail" y en la película "Jack sé listo". Ha participado en varios anuncios televisivos y tiene experiencia como modelo fotográfica. Le gusta cantar, bailar y montar a caballo. Actualmente parece que se ha desvinculado del mundo de la actuación.